# 1146-й гвардейский зенитно-ракетный полк

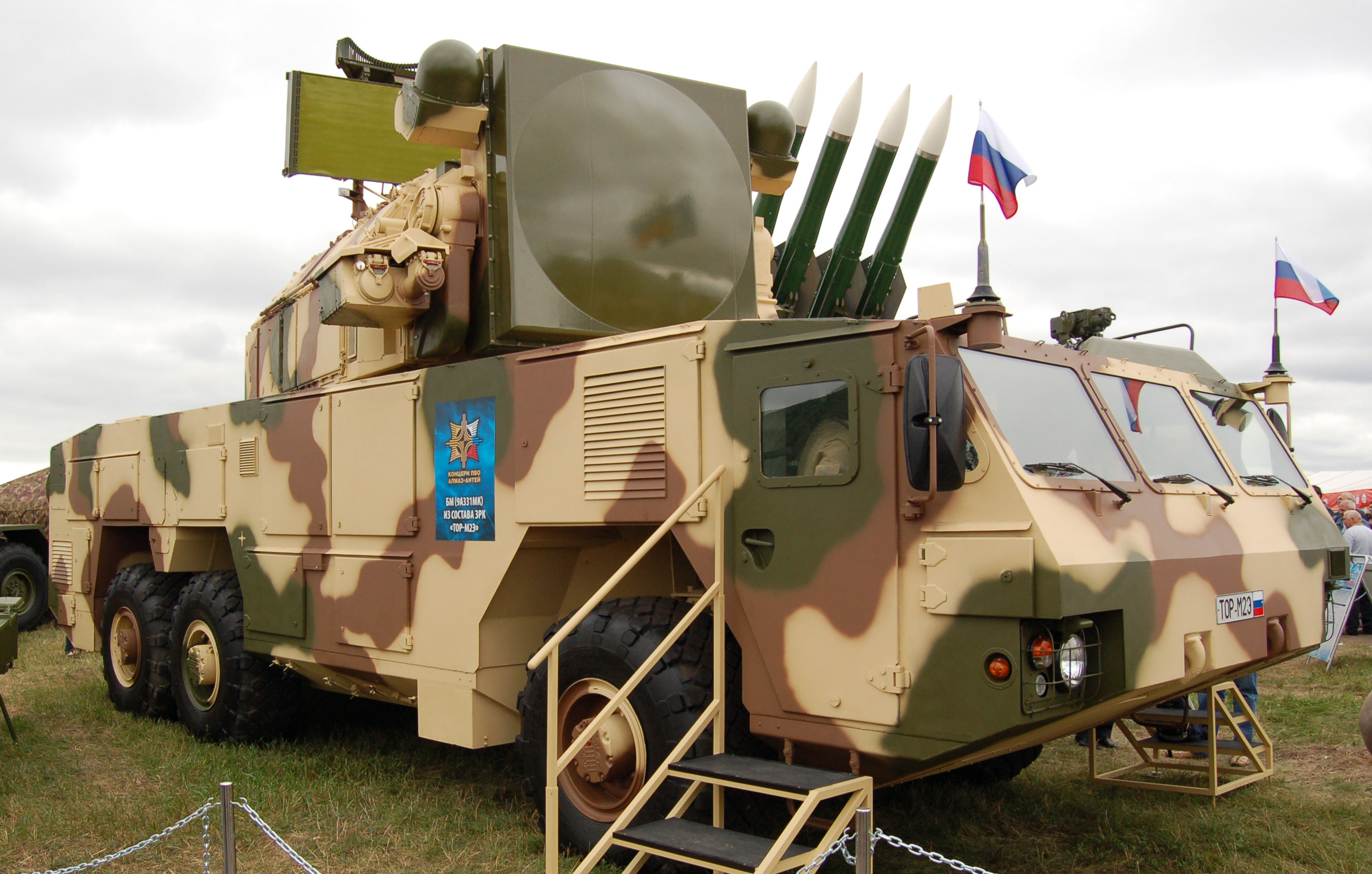
Боевая машина 9А331К, на шасси МЗКТ-6922, из ЗРК «Тор-МК».

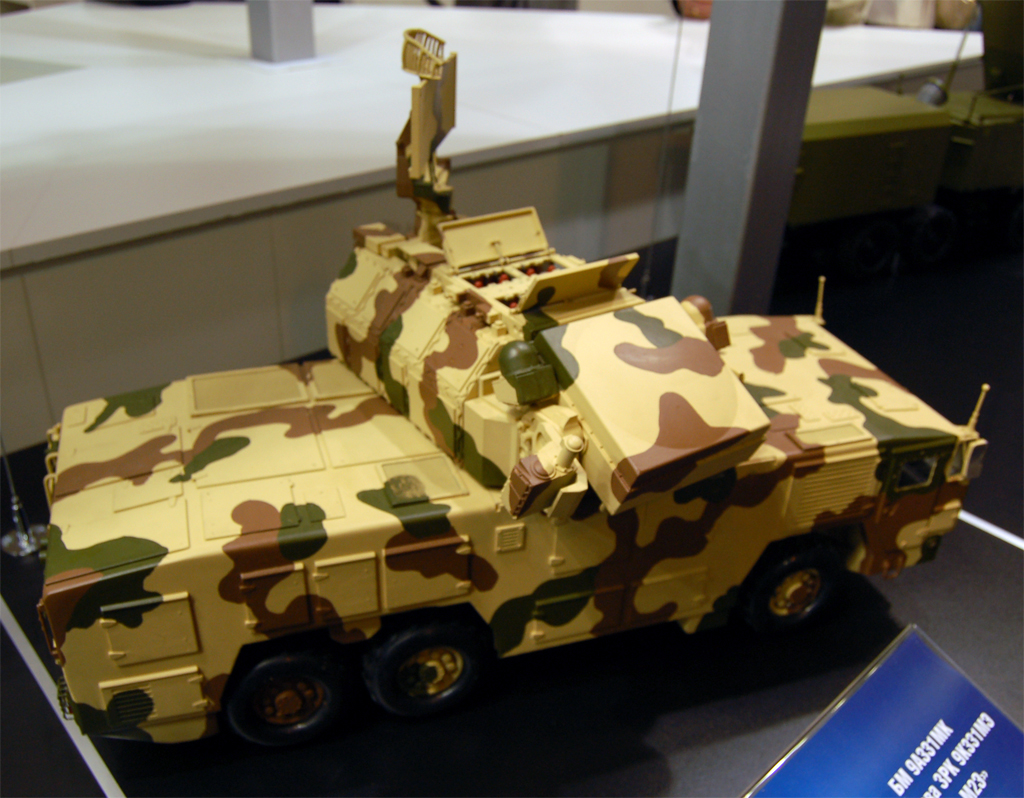
Макет БМ 9А331К, из ЗРК Тор-М2К, открыты люки боевого отделения.

1146-й гвардейский зенитный ракетный полк (бел. 1146-ы гвардзейскі зенітна-ракетны полк) — гвардейское формирование (воинская часть)  военно-воздушных сил и войск противовоздушной обороны Вооруженных Сил Республики Беларусь.
1 декабря 2017 года на аэродроме в Барановичах состоялась торжественная церемония возрождения 1146-го гвардейского зенитного ракетного полка ВВС и войск ПВО Белоруссии. Полк оснащён зенитными ракетными комплексами малой дальности 9К332МК или «Тор-М2К». Полк первым в Белоруссии вооружён зенитным ракетным комплексом ПВО «Тор-М2», который способен бороться с баллистическими воздушными целями и крылатыми ракетами на различных высотах. Сокращённое действительное наименование, применяемое в документах — 1146 гв.зрп.

## История
Свою историю 1146-й полк ПВО ведёт с сентября 1941 года как 251-й отдельный зенитный артиллерийский дивизион сформированный в Ленинграде, в ДАФ с 12 октября 1941 года по 23 августа 1943 года. Во время войны основной задачей дивизиона было прикрытие Ленинграда и «Дороги жизни» на Ладожском озере. Далее дивизион за мужество и героизм личного состава проявленные при защите Отечества был преобразован в гвардейский, получив новый номер 36-й гвардейский отдельный зенитный артиллерийский дивизион, личный состав которого за годы Великой Отечественной войны уничтожил 116 самолётов, 13 танков, 87 автомашин, 5 артиллерийских и три миномётные батареи, приблизительно 1 800 солдат и офицеров нацистской Германии. В действующей армии с 23 августа 1943 года по 31 декабря 1944 года.
В 1956 году на территории Белорусской ССР на базе 36-го гвардейского зенитно-артиллерийского дивизиона сформирован 1146-й гвардейский зенитный артиллерийский полк Войск ПВО страны. В 1961 году полк был переформирован в зенитный ракетный с оснащением зенитно-ракетным комплексом (ЗРК) серии С-75. В позднесоветские годы 1146-й полк с ЗРК серии С-75 и С-125 входил в состав 11-го корпуса ПВО (управление в Барановичах) 2-й отдельной армии ПВО, и традиционно являлся одной из «образцово-показательных» частей Войск ПВО в БССР. С 1992 года полк под белорусской юрисдикцией, расформирован в 2001 году.

«Впервые в истории Беларуси мы сформировали гвардейский зенитный ракетный полк. Он будет мобильным. Его предназначение — выполнить поставленные задачи по противовоздушной обороне в заданном районе. Уверен, что нынешние воины-гвардейцы станут достойными преемниками традиций, которые заложены их предшественниками.»— Командующий Военно-воздушными силами и Войсками противовоздушной обороны Вооружённых Сил Республики Беларусь генерал-майор Игорь Голуб.
1 декабря 2017 года 1146-й гвардейский зенитный ракетный полк вновь сформирован и вооружён 4 дивизионами Тор-М2К. В 2018 году успешно прошли стрельбы белорусских «Торов» на полигоне Ашулук под Астраханью. 1 декабря 2018 года полк заступил на боевое дежурство. Позднее в строй части встала пятая зенитная ракетная батарея ЗРК «Тор-М2К».

## Знаки отличия
- Почётное звание Союза ССР — «Гвардейский».
- Переходящее Красное знамя Белорусского военного округа[2] ВС Союза ССР.

## Основное вооружение
Основное вооружение полка:
- четыре батареи ЗРК 9К332МК или «Тор-М2К» (в каждую входят четыре боевые машины 9А331К на колёсном шасси МЗКТ-6922).

## Командир (период)
- Денис Зык[4], гвардии подполковник (2017 — ноябрь 2018);
- Андрей Долбик, гвардии подполковник (1 декабря 2018 — по настоящее время)